# FC Café Opera
FC Café Opera var en svensk fotbollsklubb som bildades 1991 av Alessandro Catenacci, ägare till nattklubben Café Opera i Stockholm. Klubben spelade fem säsonger i Superettan och upphörde 2005.

## 1990-talet: Snabb klättring i seriesystemet
Klubben inledde sin bana 1992 i division 8 men klättrade snabbt i seriesystemet. 1995 spelade föreningen i division 3, 1997 i division 2 och år 2000 i Superettan. År 1994 inleddes ett samarbete med Djursholms Fotboll, vilket innebar ett gemensamt representationslag under namnet FC Café Opera/Djursholm och att verksamheten förlades till Djursholm. Café Opera/Djursholm klättrade snabbt i seriesystemet: Laget vann sin division 4-serie 1995, division 3 1996 och 1999 vann föreningen Division 2 Västra Svealand. Seriesegern 1999 innebar att klubben fick kvala till Superettan, som skulle inrättas till nästkommande säsong. "Caféet" vann förkvalsserien före Väsby IK och Östersunds FK. I det avgörande playoff-spelet mötte laget Gefle IF. Efter 0-0 hemma på Djursholms IP och 2-2 borta på Strömvallen flyttades klubben upp till Superettan.

## 2000-2004: Superettan och sammanslagning
Djursholms IP godkändes inte för spel i Superettan, varför föreningen bytte hemmaplan till Stockholms stadion inför säsongen 2000. Laget var länge med i toppen premiäråret i Superettan och slutade på sjätte plats (arenakollegan Djurgården vann serien). Laget placerade sig på 5-9 plats följande säsonger. Samarbetet med Djursholms Fotboll avslutades efter säsongen 2001 och namnet FC Café Opera återtogs då. Istället inleddes ett samarbete med AIK. Till säsongen 2004 intensifierades samarbetet, "Caféet" flyttade in på AIK:s träningsanläggning Karlberg och blev de facto Solnaklubbens farmarlag. Denna konstruktion var inte hållbar till säsongen 2005 då AIK blivit degraderade från Allsvenskan och skulle spela i samma serie. Lösningen blev att Café Opera fusionerades med Väsby IK:s fotbollssektion 2005 och bildade Väsby United, hemmahörande på Vilundavallen FC Café Opera hade därmed upphört att existera efter 13 år, utan att någonsin ha åkt ur en serie. Väsby United sammanslogs i sin tur 2012 med Athletic FC från Solna och bildade AFC United. Denna klubb flyttade 1 januari 2017 till Eskilstuna.